# Östersjösamarbetet
Östersjösamarbetet är ett nätverk av flera internationella samarbetsorganisationer i Östersjöregionen. Det består av såväl statliga och regionala organisationer som intresse- och näringslivsorganisationer. De organisationer som ingår är:
- Östersjöstaternas råd (Council of the Baltic Sea States, CBSS).
- Östersjöstaternas regionsamarbete (Baltic Sea States Subregional Cooperation, BSSSC).
- Östersjökonferensen (Baltic Sea Parliamentary Conference, BSPC).
- Östersjökommissionen (Baltic Sea Commission, CPMR).
- Baltic Sea Forum.
- Union of the Baltic Cities (UBC).
- Baltic Islands Network (B7).
- Helsingforskommissionen (Helsinki Commission, HELCOM).
- Baltic 21.
- Baltic Development Forum.
- Den Nordliga Dimensionen (The Northern Dimension).
- Vision & Strategies 2010 (VASAB 2010).
- Baltic Sea Trade Union Network (BASTUN).
- Baltic Sea Chambers of Commerce Association (BCCA).